# RMON
RMON (англ. Remote Network MONitoring — дистанционный мониторинг сети) — протокол мониторинга компьютерных сетей, расширение SNMP, разработанное IETF. В основе RMON, как и в основе SNMP, лежит сбор и анализ информации о характере данных, передаваемых по сети. Как и в SNMP, сбор информации осуществляется аппаратно-программными агентами, данные от которых поступают на компьютер, где установлено приложение управления сетью. Отличие RMON от своего предшественника состоит, в первую очередь, в характере собираемой информации: если в SNMP эта информация характеризует только события, происходящие на том устройстве, где установлен агент, то RMON требует, чтобы получаемые данные характеризовали трафик между сетевыми устройствами.